# Metro Exodus
Metro Exodus is een survival horror first-person shooter ontwikkeld door 4A Games. Het spel wordt uitgegeven door Deep Silver en is op 15 februari 2019 uitgekomen voor PlayStation 4, Windows en Xbox One. Het spel is de opvolger van Metro: Last Light uit 2013. Metro Exodus speelt af na het boek “Metro 2035” en is geïnspireerd op de romans van Dmitry Glukhovsky. Een versie voor de PlayStation 5 en Xbox Series verscheen op 18 juni 2021.
Het spel werd voor het eerst aangekondigd tijdens de persconferentie van Microsoft op de Electronic Entertainment Expo 2017. Een verbeterde versie van de game Metro Exodus verscheen op 18 juni 2021 voor de Playstation 5 en Xbox Series X en S. Deze nieuwe versie draait in 4k-resolutie met 60fps en bevat raytracing. Ook zijn er verbeteringen voor audio en de controllers doorgevoerd. Tevens bevat de next-gen versie alle DLC-content: The Two Colonels en Sam's Story.